# L'Art d'aimer (film, 1983)
Pour les articles homonymes, voir L'Art d'aimer (homonymie).
Pour plus de détails, voir Fiche technique et Distribution.
L'Art d'aimer (Ars amandi) est un film franco- italien, réalisé par Walerian Borowczyk, sorti en 1983.

## Synopsis
Dans l'Antiquité, en l'an XIII du premier siècle de notre ère dans la mythique cité de Rome, plusieurs jeunes hommes décident de suivre l'enseignement du poète Ovide, afin d'apprendre l'art de séduire les femmes. Claudia, très belle femme brune, dont l'époux Marcarius est parti à la guerre, éprouve de la solitude. Cornelius, l'un des jeunes élèves d'Ovide, entreprend de tester sur elle ses connaissances. Mais la fourbe mère de Marcarius, aidée d'un perroquet espion, veille farouchement sur sa belle-fille. Cornélius finit cependant par conquérir Claudia. Marcarius découvre cet adultère et décide d'exercer sa vengeance sur Ovide...

## Fiche technique
- Titre : L'art d'aimer
- Titre italien : Ars amandi
- Réalisation : Walerian Borowczyk
- Scénario : Walerian Borowczyk
- Musique : Luis Bacalov
- Pays d'origine :  France-  Italie
- Format : Couleurs - 1,66:1 - Mono - 35 mm
- Genre : érotique
- Durée : 100 minutes
- Dates de sortie : 7 décembre 1983 (France)
- Film interdit aux moins de 16 ans lors de sa sortie en France

## Distribution
- Marina Pierro : Claudia
- Michele Placidol : Marcarius
- Laura Betti : Clio
- Massimo Girotti : Ovide
- Milena Vukotic :	Modestina
- Philippe Lemaire : Le général Laurentius
- Philippe Taccini : Cornelius
- Mireille Pame : Sepora
- Simonetta Stefanelli : la veuve
- Antonio Orlando : Rufus
- Pier Francesco Aiello : Flavius